# Lord Lorne

Wappen der Lords Lorne aus dem Hause Stewart

Wappen der Lords Lorne aus dem Hause Cambell

Lord Lorne ist ein erblicher britischer Adelstitel, der zweimal in der Peerage of Scotland verliehen wurde.

## Verleihungen
Der Titel wurde 1438 für Robert Stewart, Bruder des Sir James Stewart of Lorne, geschaffen. Sein Neffe, der 3. Lord, verzichtete am 17. April 1470 zugunsten des Gatten seiner Nichte, Colin Campbell, 1. Earl of Argyll und ihm wurde zur Entschädigung am selben Tag der Titel Lord Innermeath verliehen.
Entsprechend wurde der Titel Lord Lorne am 17. April 1470 in zweiter Verleihung für Colin Campbell, 1. Earl of Argyll neu geschaffen. Dieser war bereits 1457 zum Earl of Argyll erhoben worden. Der Titel ist seither ein nachgeordneter Titel der Earls of Argyll, die seit 1701 auch den übergeordneten Titel Duke of Argyll innehaben. Heutiger Titelinhaber ist seit 2001 Torquhil Campbell, 13. Duke of Argyll, als 22. Lord Lorne.

## Liste der Lords Lorne

### Lords Lorne, erste Verleihung (1438)
- Robert Stewart, 1. Lord Lorne († 1449)
- John Stewart, 2. Lord Lorne († 1463)
- Walter Stewart, 3. Lord Lorne († 1489) (Titelverzicht 1470)

### Lords Lorne, zweite Verleihung (1470)
- Colin Campbell, 1. Earl of Argyll, 1. Lord Lorne (um 1433–1493)
- Archibald Campbell, 2. Earl of Argyll, 2. Lord Lorne († 1513)
- Colin Campbell, 3. Earl of Argyll, 3. Lord Lorne (um 1486–1529)
- Archibald Campbell, 4. Earl of Argyll, 4. Lord Lorne (um 1507–1558)
- Archibald Campbell, 5. Earl of Argyll, 5. Lord Lorne (um 1537–1573)
- Colin Campbell, 6. Earl of Argyll, 6. Lord Lorne (um 1541 oder 1546–1584)
- Archibald Campbell, 7. Earl of Argyll, 7. Lord Lorne (um 1576–1638)
- Archibald Campbell, 1. Marquess of Argyll, 8. Lord Lorne (um 1598–1661) (Titel aberkannt 1661)
- Archibald Campbell, 9. Earl of Argyll, 9. Lord Lorne (um 1629–1685) (Titel wiederhergestellt 1663)
- Archibald Campbell, 1. Duke of Argyll, 10. Lord Lorne (1658–1703)
- John Campbell, 2. Duke of Argyll, 1. Duke of Greenwich, 11. Lord Lorne (1680–1743)
- Archibald Campbell, 3. Duke of Argyll, 12. Lord Lorne (1682–1761)
- John Campbell, 4. Duke of Argyll, 13. Lord Lorne (1693–1770)
- John Campbell, 5. Duke of Argyll, 14. Lord Lorne (1723–1806)
- George Campbell, 6. Duke of Argyll, 15. Lord Lorne (1768–1839)
- John Campbell, 7. Duke of Argyll, 16. Lord Lorne (1777–1847)
- George Campbell, 8. Duke of Argyll, 17. Lord Lorne (1823–1900)
- John Campbell, 9. Duke of Argyll, 18. Lord Lorne (1845–1914)
- Niall Campbell, 10. Duke of Argyll, 19. Lord Lorne (1872–1949)
- Ian Campbell, 11. Duke of Argyll, 20. Lord Lorne (1903–1973)
- Ian Campbell, 12. Duke of Argyll, 21. Lord Lorne (1937–2001)
- Torquhil Campbell, 13. Duke of Argyll, 22. Lord Lorne (* 1968)

Titelerbe (Heir apparent) ist der Sohn des aktuellen Titelinhabers, Archibald Frederick Campbell, Marquess of Lorne (* 2004).